# Mutilla marginata
Mutilla marginata ist ein Hautflügler aus der Familie der Ameisenwespen (Mutillidae). Die Art wird von manchen Autoren mit Mutilla europaea synonymisiert. Für einen Artstatus sprechen jedoch die kräftigere und wolligere Behaarung, die Punktierung der Seiten des Propodeums sowie das Verbreitungsgebiet, das sich von der ähnlichen Art unterscheidet.

## Merkmale

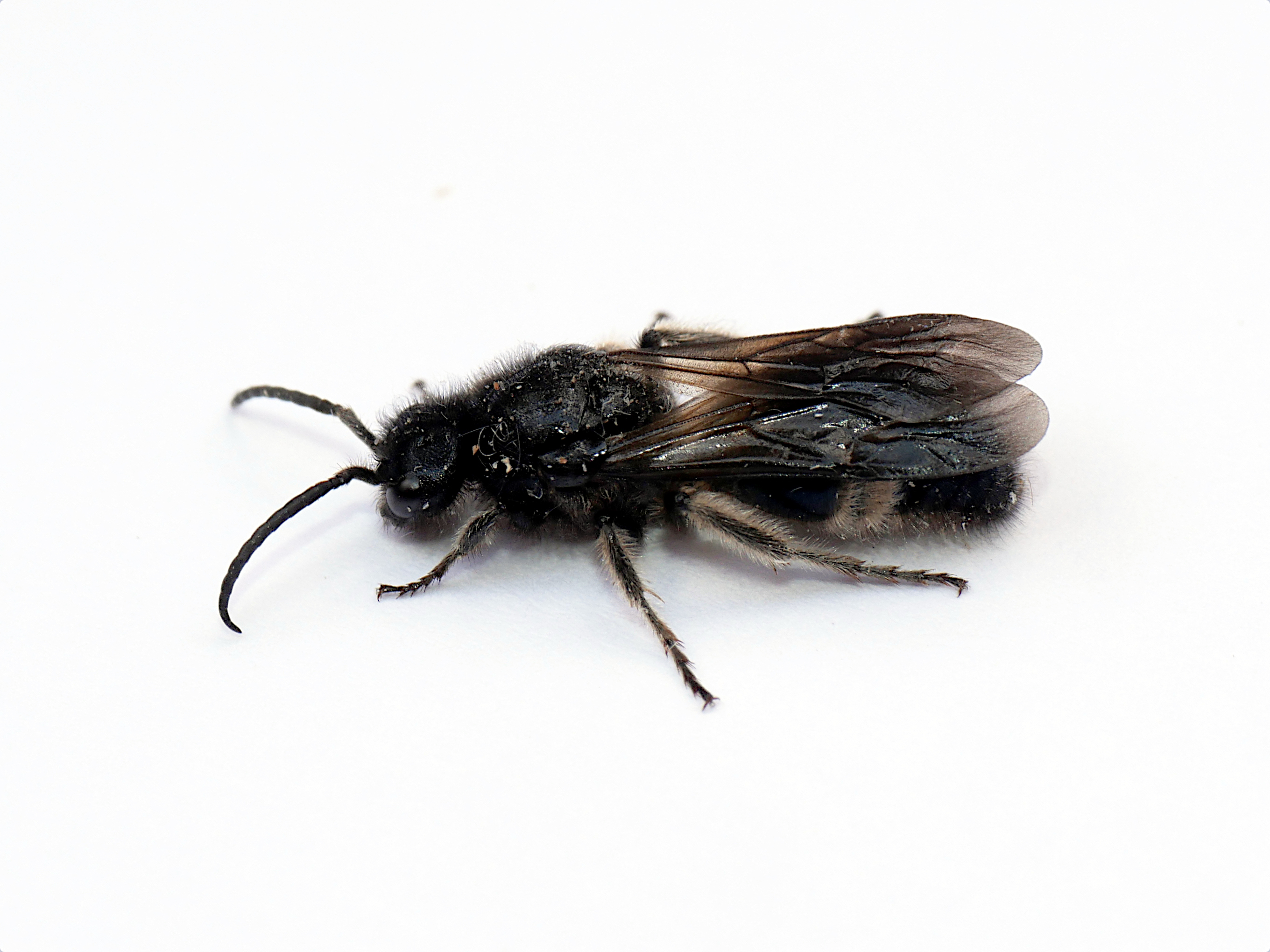
Mutilla marginata, Männchen

Die Wespen haben eine Körperlänge von 11 bis 14 Millimetern (Weibchen) bzw. 11 bis 15 Millimetern (Männchen). Der lange Kopf, die Fühler, die Beine und der Hinterleib der Weibchen sind schwarz, ihr Thorax ist rot. Die Haare sind zumindest am Ende gekrümmt sowie an den silbrigen Binden etwas wollig. Sie sind so lang wie die letzten beiden Glieder zusammen. Die Binden am Ende vom ersten und zweiten Tergit, das komplette dritte Tergit und die Endfranse am vierten Sternit sind hell behaart. Der Scheitel ist abgeflacht. Die Binden des zweiten und dritten Tergits sind mittig unterbrochen. Der Thorax ist dorsal sowie an den Seiten oben ebenso wie die Tergite dicht punktförmig strukturiert. Das erste Tergit ist nahezu so breit wie das zweite, am sechsten fehlt die Pygidialplatte.
Die Männchen sind schwarz gefärbt. Auch ihre Haare sind zumindest am Ende gekrümmt und an den silbrigen Binden etwas wollig. Die Binden am Ende vom ersten und zweiten Tergit, das komplette dritte Tergit und die Endfranse am zweiten und dritten Sternit sind hell behaart. Der Thorax ist dorsal wie die Tergite dicht punktiert. Das erste Tergit ist fast so breit wie das zweite.

## Vorkommen und Lebensweise
Die Art ist in Süd-, Mittel- und Osteuropa sowie in der Türkei und Syrien verbreitet. Bei welchen Arten die Larven Parasitoide sind, ist unbekannt. Es wird vermutet, dass sie sich an Hummeln (Bombus) entwickeln.

## Belege
F. Amiet: Fauna Helvetica 23: Vespoidea 1. Centre Suisse de Cartographie de la Faune, 2008, ISBN 978-2-88414-035-5.